# دم‌بادبزنی رگه‌دار وانواتویی
دم‌بادبزنی رگه‌دار وانواتویی (نام علمی: Rhipidura spilodera) گونه‌ای از پرندگان تیرهٔ Rhipiduridae است که بومی جزیره ملانزی وانواتو است. در گذشته به عنوان زیرگونه‌ای از دم‌بادبزنی رگه‌دار (اکنون دم‌بادبزنی رگه‌دار کالدونیای جدید) در نظر گرفته می‌شد. زیستگاه طبیعی آن جنگل‌های جلگه‌ای نمناک نیمه‌گرمسیری یا گرمسیری است.